# Hıdırlı
Koordinaten: 36° 29′ 4″ N, 34° 8′ 40″ O

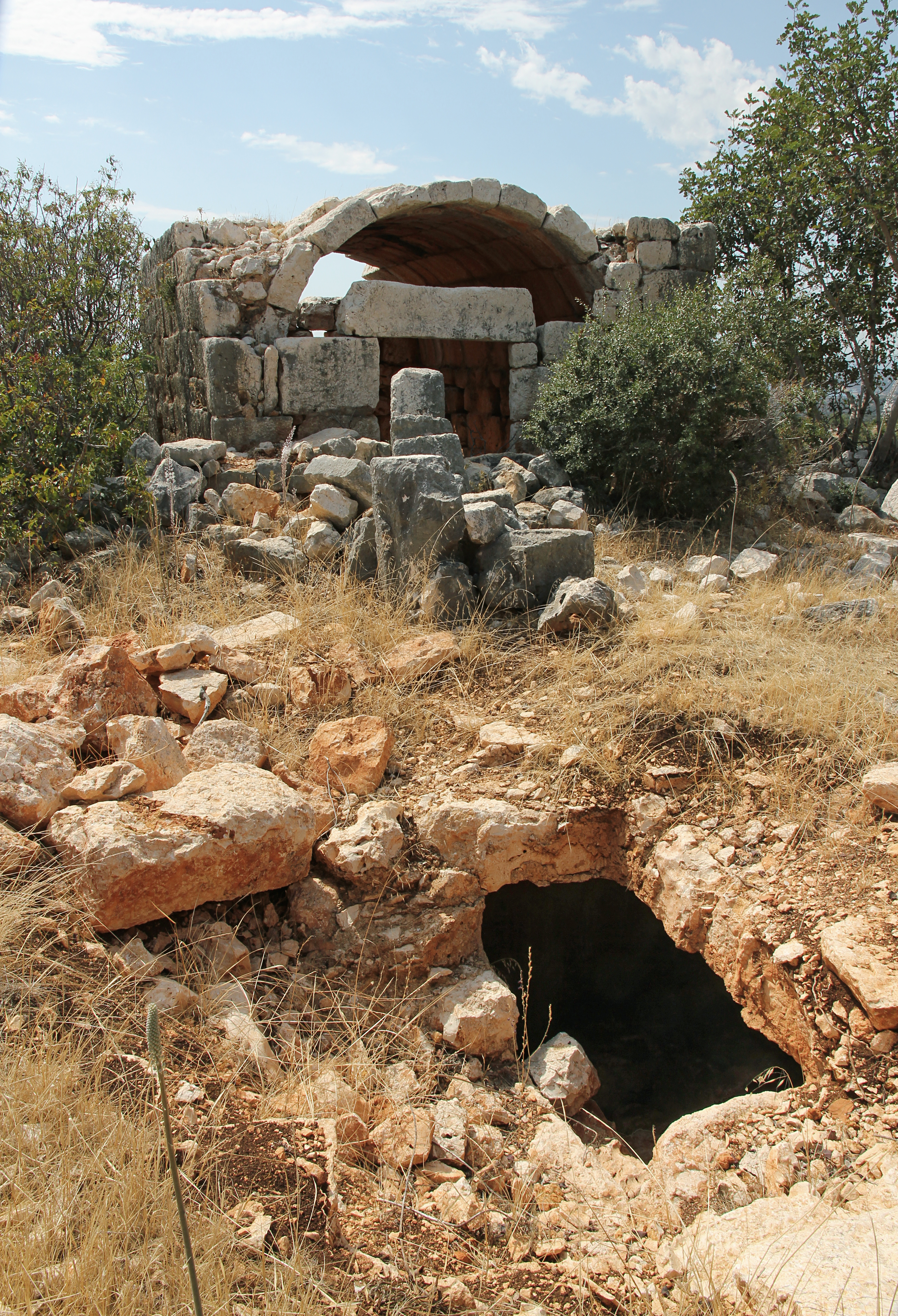
Wohnhaus und Zisterne in Hıdırlı

Hıdırlı in der Flur Demirciören ist die türkische Bezeichnung der Ruinenstätte einer Siedlung aus der römischen Kaiserzeit im Rauen Kilikien in der Südtürkei.

## Lage
Hıdırlı liegt etwa 2,5 Kilometer nördlich von Kızkalesi, dem antiken Korykos, im Landkreis Erdemli der Provinz Mersin. Es befindet sich östlich der Straße, die, vorbei an den Felsreliefs von Adamkayalar und den Türmen von Gömeç und Gücük, östlich entlang dem Tal Şeytan Deresi über Hüseyinler nach Cambazlı und weiter nach Uzuncaburç, dem antiken Olba, führt. Die Straße folgt etwa der römischen Verbindung von Korykos nach Olba. Ein noch in Resten erkennbarer Pflasterweg verband die Straße mit der Siedlung.
Etwa 1,4 Kilometer nördlich von Hıdırlı liegt ein weiteres Flurstück, das ebenfalls den Namen Demirciören trägt. Dort finden sich Reste einer Siedlung, eine Kirche und die Reste eines Wohn- und Wachtturms aus dem 2. Jahrhundert v. Chr.

## Beschreibung
Der Ort bestand aus etwa 50 Häusern, von denen mindestens eins über eine Werksteinwölbung verfügt, die anderen haben Balkendecken, deren Auflagelöcher noch zu sehen sind. Einige davon, die in Polygonalbauweise gemauert sind, stammen aus der Kaiserzeit, andere wurden in frühbyzantinischer Zeit teilweise mit mehreren Geschossen erweitert. Der größte Teil der Häuser ist über noch stehende Türpfosten oder -rahmen zu identifizieren. Für die Wasserversorgung gab es zahlreiche unterirdische Zisternen.
Im Zentrum des Ortes steht eine frühbyzantinische Kirche. Sie hat die Form einer dreischiffigen Basilika mit einem Narthex im Westen. Letzterer hatte nach Westen drei Bogenöffnungen sowie einen weiteren Eingang im Süden. Das Innere war durch zwei Reihen von je fünf Säulen mit Arkaden in drei Schiffe geteilt. Die den Stürmen aus dem Taurusgebirge zugewandte Nordseite war fensterlos, die Südwand hatte zwei doppelte Bogenfenster im Obergeschoss zur Empore. Die Apsis weist ebenfalls zwei durch einen Pfeiler getrennte Fenster mit einem hufeisenförmigen Bogen auf. Rechts und links der Apsis befinden sich Pastophorien, an das südliche ist ein mehrräumiger, rechteckiger Anbau angesetzt.

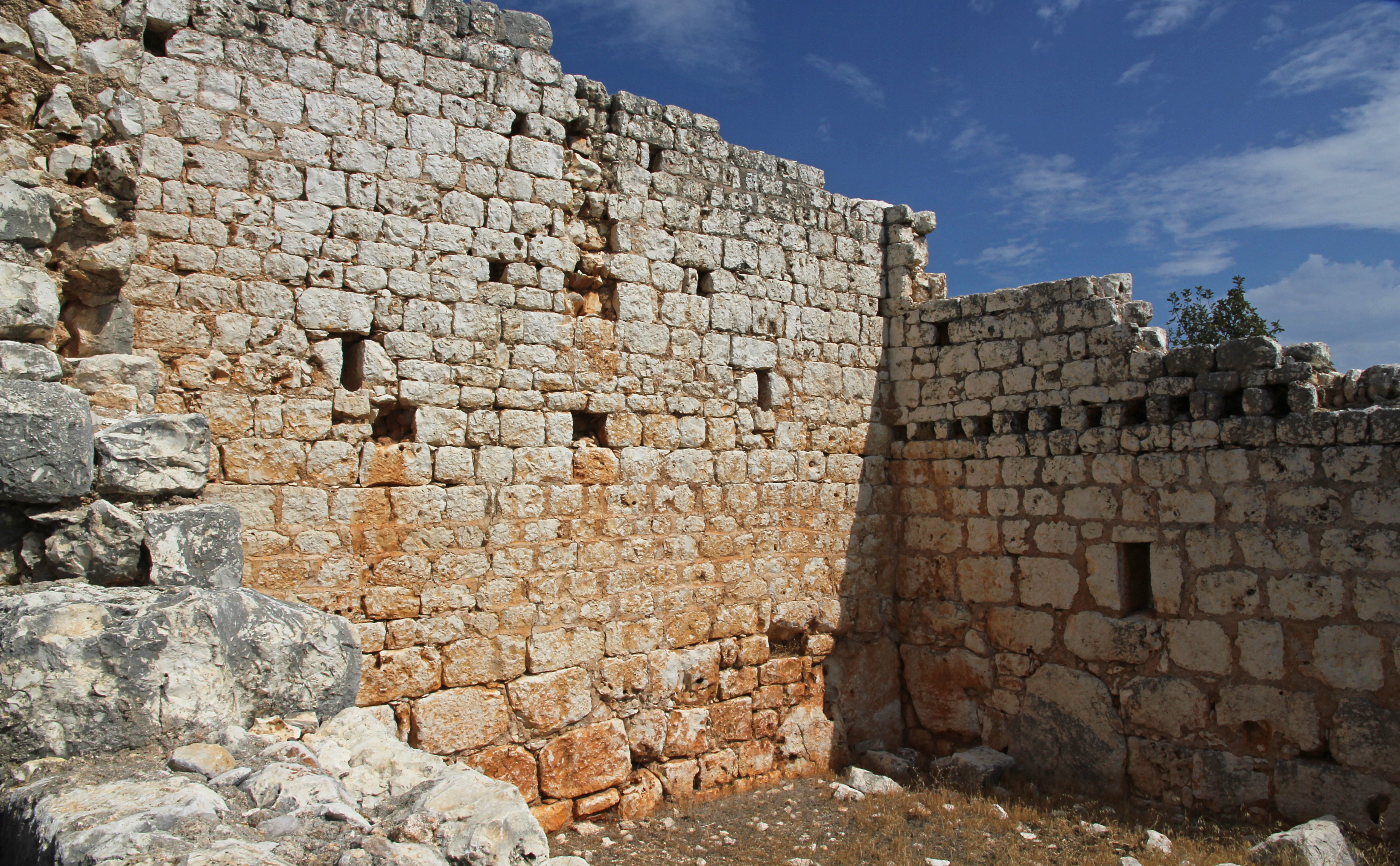
Innenraum eines Wohnhauses mit Balkenlöchern
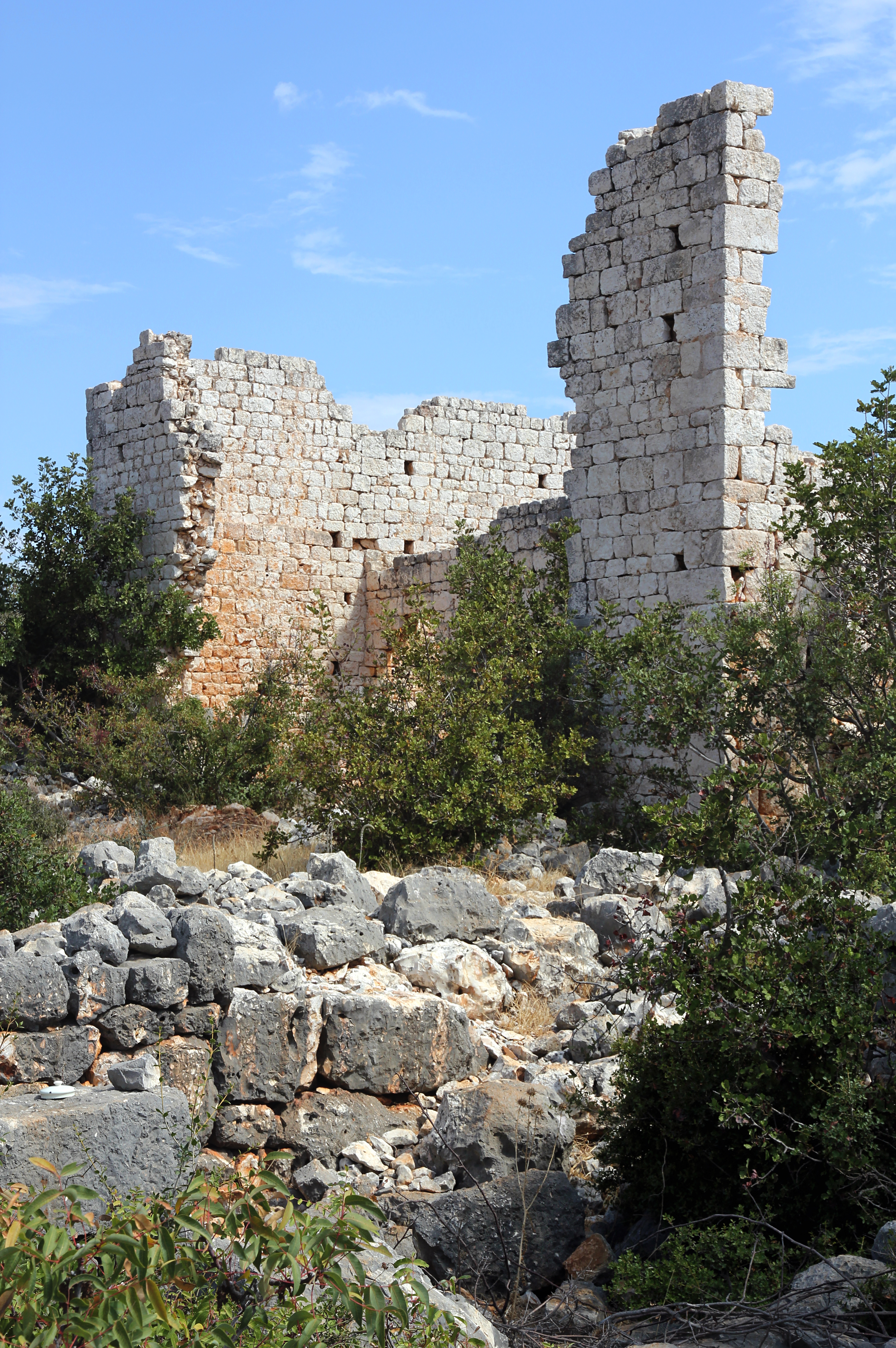
Narthex der Kirche von Südwesten
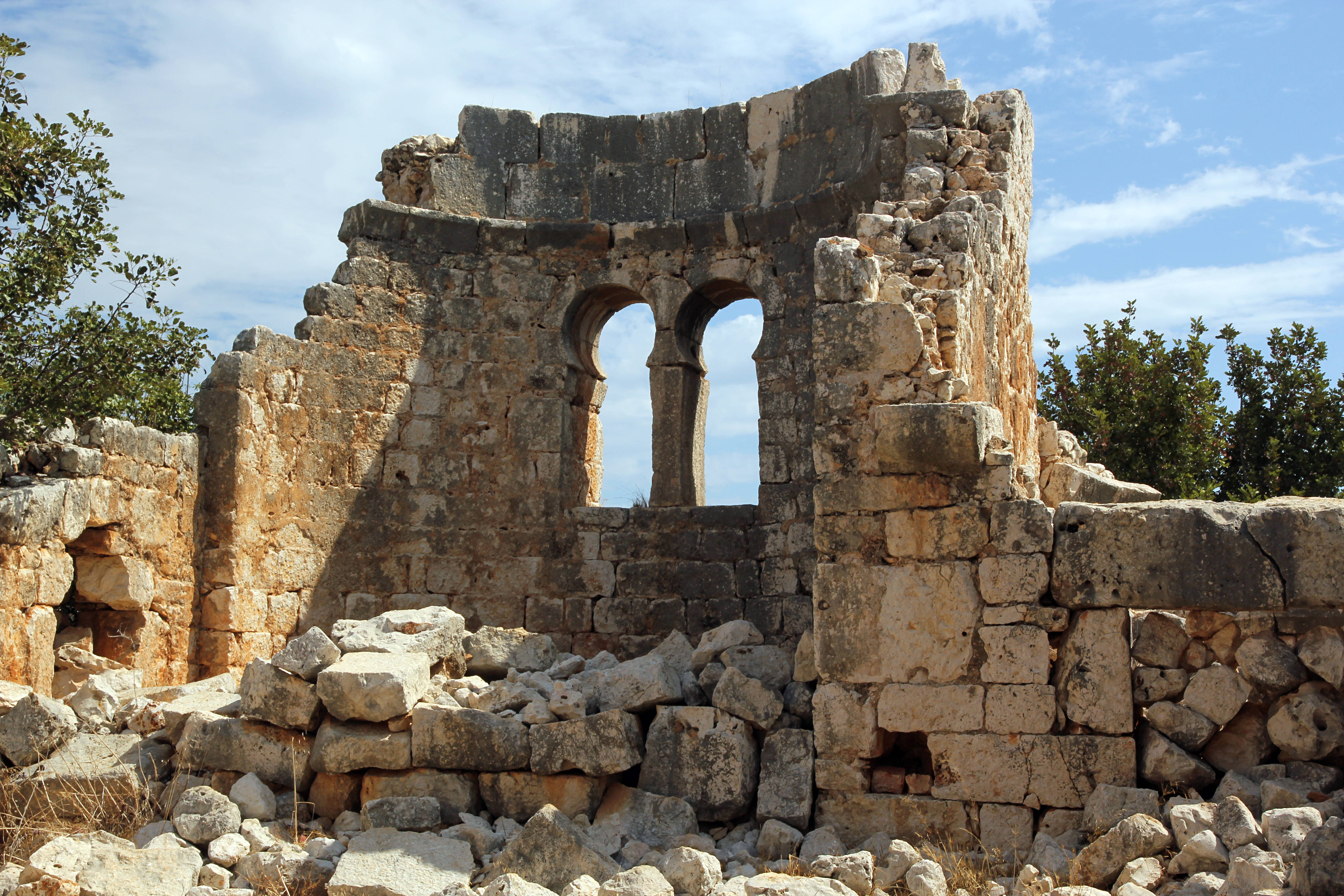
Apsis der Kirche von Westen
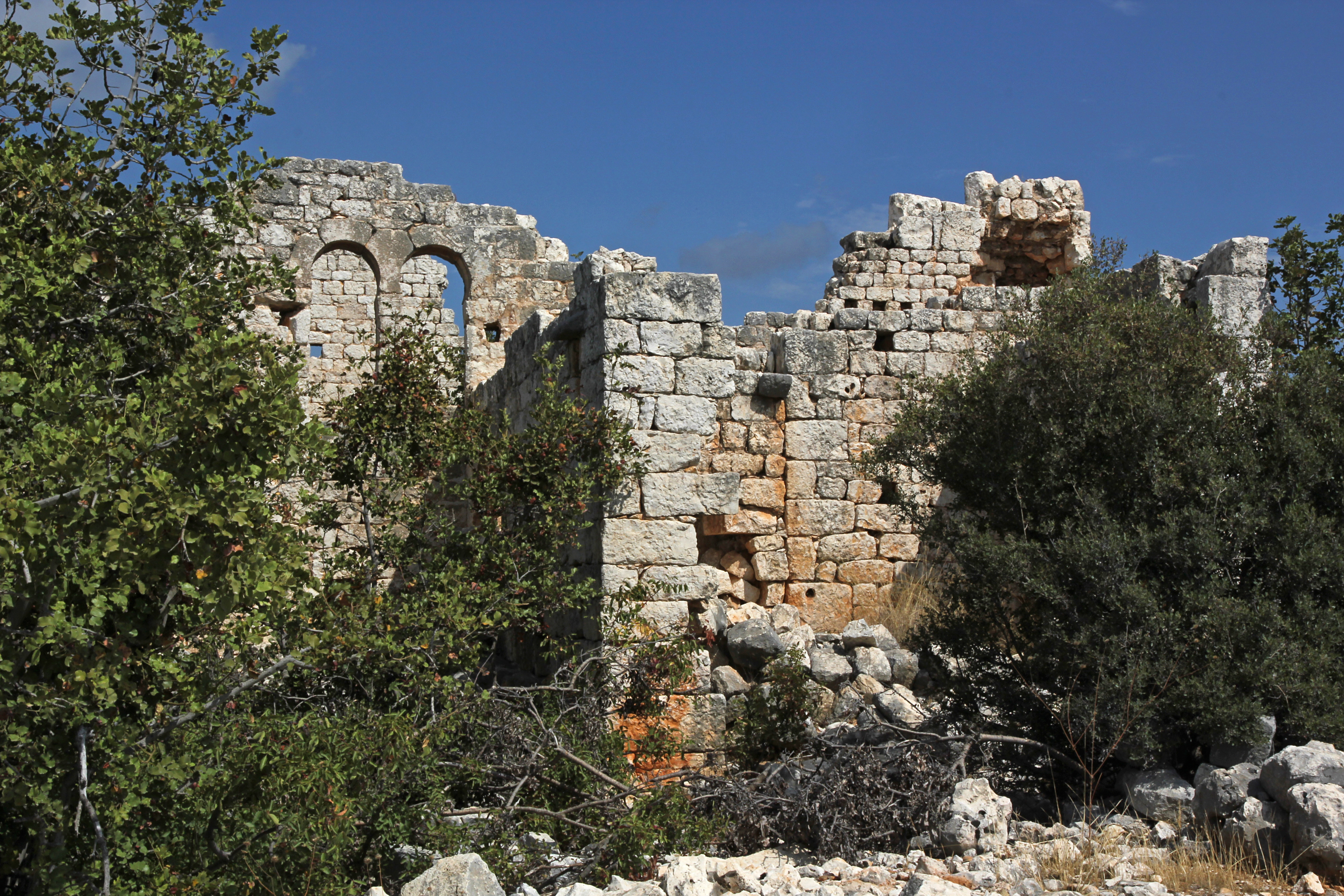
Kirche von Süden mit Anbau

## Forschungsgeschichte
Die ersten Erforscher des Ortes waren 1914 der Archäologe Josef Keil und der Philologe Adolf Wilhelm, die in ihrem Reisebericht eine Beschreibung und einen Grundriss der Kirche veröffentlichten. Der Christliche Archäologe und Kunsthistoriker Otto Feld besuchte vor 1964 Hıdırlı. Hansgerd Hellenkemper und Friedrich Hild bereisten in den 1980er Jahren Kilikien und beschrieben die Siedlung.